# Янковиці (Нижньосілезьке воєводство)
Янковиці (пол. Jankowice) — село в Польщі, у гміні Олава Олавського повіту Нижньосілезького воєводства.
Населення — 320 осіб (2011).
У 1975—1998 роках село належало до Вроцлавського воєводства.

## Демографія
Демографічна структура станом на 31 березня 2011 року:
|          | Загалом | Допрацездатний вік | Працездатний вік | Постпрацездатний вік |
| -------- | ------- | ------------------ | ---------------- | -------------------- |
| Чоловіки | 156     | 28                 | 108              | 20                   |
| Жінки    | 164     | 34                 | 100              | 30                   |
| Разом    | 320     | 62                 | 208              | 50                   |